# Tianma Japan
Tianma Japan株式会社（テンマジャパン）は、液晶ディスプレイの研究開発、生産、販売などを手掛ける電機メーカー。かつては日本電気 (NEC) の完全子会社（旧商号：NEC液晶テクノロジー株式会社→NLTテクノロジー株式会社）、2011年7月から2012年度までは持分法適用会社としてNECグループの一員であった。本社は神奈川県川崎市。

## 概要
元来はNECの100%出資による液晶ディスプレイ製造子会社であった。2011年にNECが保有株式の一部を売却したことで、深圳中航光電子との合弁企業となったが、その後NECの持分法適用対象外となっている。現在は天馬微電子（中国・深圳市）の傘下にある。

## 沿革
- 1989年（平成元年）3月 - 日本電気においてカラー液晶推進開発本部発足。後に事業部になり液晶ディスプレイ事業の中核となる。
- 2003年（平成15年）4月1日 - 分社型会社分割によりNEC液晶テクノロジーが設立される。また親会社の子会社だった秋田日本電気と鹿児島日本電気を子会社化する。
- 2007年（平成19年）4月1日 - 子会社の秋田日本電気と鹿児島日本電気を統合し、同社秋田工場と鹿児島工場とする。
- 2009年（平成21年）12月28日 - 鹿児島工場を閉鎖し、生産を秋田工場に統合。
- 2011年（平成23年）7月1日 - NECと深圳中航光電子との合弁企業となり、NLTテクノロジーに商号変更。
- 2013年（平成25年）- 同年3月までにNECの持分法適用対象外となり、NECグループより外れる[2]。
- 2016年（平成28年）
  - 7月 - 天馬微電子の完全子会社となる。
  - 9月20日 - 本社を川崎市中原区のNEC玉川ルネッサンスシティから、同市幸区の新川崎三井ビルディングに移転。
- 2017年（平成29年）7月1日 - Tianma Japanに商号変更[3]。

## 拠点
- 本社 / 神奈川県川崎市幸区鹿島田1-1-2
- 秋田工場 / 秋田県秋田市御所野下堤3-1-1